# Kecskeméti autóbusz-baleset
Az 1973-as kecskeméti autóbusz-baleset (korhánközi tragédia) a Fülöpszállás–Kecskemét-vasútvonalon, a kecskeméti Korhánközi úti vasúti útátjáróban (a Korhánközben) bekövetkezett baleset, melynek során menetrend szerinti autóbusz és vonat ütközött. A balesetben 37-en meghaltak, 20-an megsérültek.
A magyarországi vasúti átjáróban történt közúti balesetek közül a korhánközi tragédia járt a legtöbb halálos áldozattal.

## A baleset körülményei
1973. január 30-án (más források szerint január 31-én) délután 5 és 6 óra között, ködös, borús időben egy Kecskemétről Helvéciára tartó helyközi autóbusz 58 utassal haladt át a Fülöpszállás–Kecskemét-vasútvonal Korhánközi úti biztosítás nélküli vasúti átjárójában. Az autóbusz-vezető a rossz látási viszonyok miatt a kedvezőtlenül kialakított, beláthatatlan átjáróban[forrás?] nem észlelte a Kecskemét alsó állomás felé haladó szerelvényt, ráhajtott a sínekre. Az érkező vonat kettészakította a buszt, a roncsokat 40–50 méter hosszan tolta maga előtt. Az ütközés során az autóbusz 24 utasa azonnal, 13 utasa a kórházba szállítás közben vagy a kórházban életét vesztette. 11-en súlyosan, 9-en könnyebben sérültek meg. (A halálos áldozatok és a sérültek számát, valamint a baleset körülményeit tekintve a források ellentmondásosak.)
Helvéciai áldozatok: S. Juhász László (67), Aranyi Mihály (36), Tassi Antal (19), Dobozi Imre (37), Fülöp Hédi (7), Fülöp Árpád Imre, Fülöp Árpádné (65), Lévai József (6), ifj. Gabnai László (20), Fehér Anna Mária (10), Bakó Józsefné (73), Horváth Lászlóné (39), Holló Irén (16), Nagy Mária (28), Szintai Istvánné (28), Kovács Istvánné (26), Horvát Piroska (20), Heizer Erzsébet (21), Szakolczai Teréz (12), Kulcsár János (32).
Ballószögi áldozatok: 
Kálmán György (19), Nagy István (18), Koncz Sándor (18), Sörös Mária (4), Baranyi Gizella (20), Kurucz István (17), Tornyi Julianna (19), Nagy Klára (18), Szél István (18), Gyulai Attila (10).
Kecskeméti áldozatok: 
Szalai László (19), Juhász Sándorné (59).
Városföldi áldozatok:
Fülei Lajosné (37) Fülei Márta (4), Fülei Attila (7).

## A vizsgálat eredménye
Az autóbusz-vezető kizárólagos felelősségét állapították meg. A vizsgálatot követően az átjárót átépítették, a közút nyomvonalát módosították.
Heltai szerint „a sajtó a mai napig adós a baleset körülményeinek hiteles, a mulasztásokat, a vétkeseket is megnevező ismertetésével”.

## A korhánközi emlékmű
A baleset helyszínén 2009 nyarán állítottak emlékművet, a szobrokat Apró Tamás szobrászművész faragta, az emlékhelyet Borbély Lajos tervei alapján alakították ki. Az emlékművet egy – az életet és a halált szimbolizáló – kapu, a kapu mögött álló faragott nőalak, valamint egy rövid sínpár, 37 talpfa és 37 csavar alkotja.